# Liste der Kulturdenkmale in Dörgenhausen
In der Liste der Kulturdenkmale in Dörgenhausen sind die Kulturdenkmale des Ortsteils Dörgenhausen der sächsischen Stadt Hoyerswerda verzeichnet, die bis September 2024 vom Landesamt für Denkmalpflege Sachsen erfasst wurden (ohne archäologische Kulturdenkmale). Die Anmerkungen sind zu beachten.
Der Ortsname des Platzdorfs mit Gelängeflur erinnert an die thüringischen Siedler. Sorbisch heißt der Ort dementsprechend Němcy (die Deutschen). 1600 und 1777 gehörte Dörgenhausen zur Grundherrschaft von Kloster Marienstern, der Ort war dementsprechend katholisch und nach Wittichenau gepfarrt. Der evangelisch gewordene Teil der Dorfbewohner war nach Hoyerswerda gepfarrt. In Dörgenhausen floss früher südlich von Zum Wehr ein zweiter, nördlicher Elsterarm, der sich im Bereich der Hauptstraße in zwei Armen wieder mit dem südlichen, bis heute bestehenden Elsterarm verband. So entstand in der Mitte des Dorfes eine Insel. Das Dorf besteht aus zwei diese Insel einschließenden, außen bebauten Straßen (heute Zum Wehr und Am Elstergrund), der Bebauung im südlichen Teil der „Insel“ und der ebenfalls zeitig bebauten Straße nach Michalken (heute Elsteraue). Wie im gesamten sorbisch-katholischen Gebiet fasste die Tradition der Betkreuzsetzung Fuß. Vor allem private Setzungen werden bis heute praktiziert und sind Bestandteil der Alltagskultur. Die älteren, oft recht individuellen Zeugen dieser Kultur sind deshalb im Sinne des Denkmalschutzes zu schützen und zu pflegen. Die in heutiger Gestalt aus dem späteren 19. Jahrhundert stammenden Höfe sind in ihrer authentischen, geschlossenen und in die Tiefe des Grundstücks gestreckten Form überkommen. Als Baumaterial diente Backstein, der unverputzt blieb.

## Liste der Kulturdenkmale in Dörgenhausen
| Bild                                    | Bezeichnung | Lage                                                                                 | Datierung                                                           | Beschreibung | ID       |
| --------------------------------------- | --- | ------------------------------------------------------------------------------------ | ------------------------------------------------------------------- | --- | -------- |
|                                         | Betkreuz | (Feld, hier ehemals Straße Dörgenhausen-Wittichenau) (Karte)                         | 1859                                                                | Das Betkreuz befindet sich an der einstigen Straße Dörgenhausen–Wittichenau, es ist also kein hofgebundenes Kruzifix. Da die Straße heute einen etwas anderen Verlauf nimmt, steht das Kreuz auf dem Feld. Es besteht in einer mehrteiligen Stele aus Granit, dabei Untersatz, Podest, Pfeiler, Tabernakel, und darauf einem Kreuz aus Eisen, welches aus einer Kugel herauswächst. Das Betkreuz hat eine regionalgeschichtliche und religionsgeschichtliche Bedeutung. | 08975738 |
| Weitere Bilder                          | Katholische Kapelle Christ-König | Am Elstergrund (gegenüber Nr. 12) (Karte)                                            | 1952–1953                                                           | Die katholische Dörgenhausener Kapelle wurde in den Jahren 1952/53 auf Anregung einiger Landwirte erbaut. Bis dahin mussten innerhalb des Ortes die Messen im Saal der nahen Gaststätte gefeiert werden. Als Platz für die Kapelle wurde die parkartige Aue und einstige Insel der Schwarzen Elster gewählt. Der Bau bietet sich historisierend in der Art einer romanischen Kirche dar. Dem Langhaus ist ein Turm mit Zwiebelhaube vorgesetzt. Hier findet sich über dem Portal die Plastik einer Heiligenfigur, die der bekannte Hoyerswerdaer Bildhauer Jürgen von Woyski schuf. Im Inneren findet sich ein beachtenswerter gotischer Altar aus der Zeit der Reformation. Als seltenes Beispiel der Kirchenbaukunst nach 1945 baugeschichtlich und künstlerisch bedeutend. | 08975723 |
|                                         | Betkreuz | Am Elstergrund 2 (Karte)                                                             | Bezeichnet mit 1876                                                 | Das Betkreuz besteht in einer recht hohen Steinsäule mit Kreuzaufsatz in Metall. Am Fuße des Kruzifix’ stehen zwei Figuren, wohl Maria und Johannes. Es hat eine regionalgeschichtliche und religionsgeschichtliche Bedeutung. | 08975857 |
|                                         | Seitengebäude eines Bauernhofes | Am Elstergrund 3 (Karte)                                                             | 19. Jahrhundert                                                     | Die anderen Bestandteile des Hofes sind zu stark verändert oder neu. Als alter Fachwerkbau besteht eine baugeschichtliche Bedeutung. | 08975802 |
|                                         | Betkreuz | Am Elstergrund 4 (gegenüber) (Karte)                                                 | Nach 1900                                                           | Das Betkreuz besteht in einer Holzsäule mit überdachtem, ebenfalls hölzernem Kruzifix. Es hat eine regionalgeschichtliche und religionsgeschichtliche Bedeutung. | 08975730 |
|                                         | Betkreuz | Am Elstergrund 6 (Karte)                                                             | Bezeichnet mit 1833                                                 | Das Betkreuz besteht in einer Steinsäule mit Kruzifix und hat eine regionalgeschichtliche und religionsgeschichtliche Bedeutung. Das Kreuz selbst ist steinern, der Christus wohl in Metall. Der gekreuzigte Christus ist im Vergleich zum kräftigen (neueren?) Kreuz sehr klein. | 08975727 |
|                                         | Betkreuz | Am Elstergrund 8a (bei) (Karte)                                                      | 19. Jahrhundert                                                     | Das Betkreuz besteht in einer Steinsäule mit Kreuz in Gusseisen und hat eine regionalgeschichtliche und religionsgeschichtliche Bedeutung. Die Christusfigur ist aus Metall und vergoldet. | 08975728 |
|                                         | Betkreuz | Am Elstergrund 11 (Karte)                                                            | Nach 1900                                                           | Das Betkreuz besteht in einem Steinpostament mit steinernem Kreuz und vergoldetem Christus in Metall. Es hat eine regionalgeschichtliche und religionsgeschichtliche Bedeutung. | 08975724 |
|                                         | Betkreuz | Am Elstergrund 13 (gegenüber) (Karte)                                                | Nach 1944                                                           | Das Betkreuz besteht in einem Steinpostament mit steinernem Kreuz und vergoldetem Christus in Metall. Errichtet wurde es von einer Frau zur Erinnerung an ihren 1944 in Russland gefallenen Mann. Das Betkreuz hat eine regionalgeschichtliche und religionsgeschichtliche Bedeutung. | 08975722 |
|                                         | Bauernhof mit Stallscheunengebäude (Torhaus), hier außen Nischenfigur Maria und Jesus, Seitengebäude (Auszugshaus) und Wohnhaus, hier Nischenfigur Joseph mit Jesus | Am Elstergrund 15 (Karte)                                                            | Um 1850                                                             | Es handelt sich um einen Hof am südlichen, also verbliebenen Elsterarm, der völlig authentisch erhalten ist. Die Bauten sind miteinander verbunden. Alle Bauten sind zweigeschossig und authentisch erhalten. Bis auf ein Nebengebäude mit Fachwerkobergeschoss sind alle Bauten in Ziegel errichtet und verputzt, wobei die Putzbauten zwischen Erd- und Obergeschoss Gurtgesimse aufweisen. Nur beim Wohnhaus wurde selbiges entfernt und durch einen Farbstreifen ersetzt. Besonders bedeutsam sind auch die beiden Nischen mit den Heiligenfigürchen, die auf eine in der Gegend stark verwurzelte sorbisch-katholische Tradition verweisen, die geschützt werden muss. Die Bauten sind baugeschichtlich und wirtschaftsgeschichtlich von Bedeutung                       | 08975721 |
|                                         | Seitengebäude eines Bauernhofs | Am Elstergrund 18 (Karte)                                                            | 1. Hälfte 19. Jahrhundert                                           | Es handelt sich um das Seitengebäude eines Bauernhofs mit Obergeschoss Fachwerk. Vom Hof ist mindestens die Hälfte abgerissen. Trotzdem ist das Nebengebäude baugeschichtlich und wirtschaftsgeschichtlich von Bedeutung. | 08975720 |
|                                         | Betkreuz | Am Elstergrund 24 (vor) (Karte)                                                      | 20. Jahrhundert                                                     | Das Betkreuz besteht in einem hohen Steinsockel mit Relief und sorbischer Inschrift. Darauf steht ein steinernes Kreuz mit verhältnismäßig kleinem Christus in vergoldetem Metall. Das Betkreuz hat eine regionalgeschichtliche und eine religionsgeschichtliche Bedeutung. | 08975726 |
|                                         | Wohnhaus (Umgebinde) und westliches Seitengebäude eines Bauernhofes                                                                                                 | Am Elstergrund 25 (Karte)                                                            | 19. Jahrhundert                                                     | Es handelt sich um Wohnhaus und westliches Seitengebäude eines Bauernhofes. Das Wohnhaus ist ein Umgebindehaus mit Obergeschoss in Fachwerk. Vom Umgebinde sind nur noch die beiden Joche der linken Giebelseite erhalten, eine Blockstube besteht nicht mehr. Das Seitengebäude ist massiv. Als kleiner Hof mit authentisch erhaltenen Bauten, dabei ein Fachwerkbau, besteht eine baugeschichtliche Bedeutung. Außerdem befindet sich der Hof in exponierter Lage. | 08975725 |
|                                         | Betkreuz | Am Feldrain 3 (Karte)                                                                | 20. Jahrhundert                                                     | Das Betkreuz besteht in einem aus Feldsteinen gesetzten steinernen Sockel mit Inschriftplatte und einem älteren Kruzifix aus Metall mit vergoldeter Christusfigur. Die Inschrift stammt aus dem Jahr 1997 und enthält die Danksagung vierer Kinder an ihre Eltern. Das Betkreuz hat eine regionalgeschichtliche und eine religionsgeschichtliche Bedeutung. | 08975805 |
|                                         | Wegestein | bei Am Vincenzgraben 10 (Abzweig Elsteraue) (Karte)                                  | 19. Jahrhundert                                                     | Der Wegweiser aus Granit ist verkehrsgeschichtlich von Bedeutung. Angebracht sind Bolzen zur Aufnahme von Schrifttafeln, wobei jedoch die Beschriftung unleserlich ist. | 08975733 |
|                                         | Wegestein | gegenüber Am Vincenzgraben 19 (Abzweig Bröthener Straße) (Karte)                     | 19. Jahrhundert                                                     | Der Wegweiser aus Granit ist verkehrsgeschichtlich von Bedeutung. Angebracht sind Bolzen zur Aufnahme von Schrifttafeln, wobei jedoch die Beschriftung unleserlich ist. | 08975743 |
| Weitere Bilder                          | Bockwindmühle mit technischer Ausstattung | An der Windmühle 28 (Karte)                                                          | 1707                                                                | Die 1707 ursprünglich in Tschausdorf-Flaun nahe Posen errichtete Mühle wurde dort 1921 demontiert und in Dörgenhausen aufgestellt. Hier erlitt sie 1941 einen starken Sturmschaden, woraufhin ihr Betrieb als Lohnmüllerei eingestellt wurde. 1959–1963 restauriert, seit 1977 kommunales Eigentum, seit 1996 vom Windmühlenverein Dörgenhausen gepflegt, in den 1990er Jahren saniert. Technische Ausstattung: - Antriebstechnik (Wellen, Kronen- und Kammräder etc.) - Mühlentechnik (u. a. Mahlgang, Walzenstuhl, Trommelsieb, Absackbank, mehrere alte Mühlsteine unter dem Mühlkasten) - Der Elektromotor, der über ein Reibgetriebe mittels Pkw-Rad das große Kammrad antreiben kann, dient der Schauvorführung der Windmühle und ist eine spätere Zutat.               | 08975735 |
|                                         | Steindeckerbrücke über den Vincenzgraben | Elsteraue (in Fortsetzung Am Vincenzgraben) (Karte)                                  | 19. Jahrhundert                                                     | Die über den Vincenzgraben führende Steindeckerbrücke stellt eine für kleine Brücken mit geringer Spannbreite landschaftstypische Brückenform dar. Dabei bilden ein oder mehrere starke, breite und lange Granitblöcke nebeneinander eine Brücke für Mensch und Fuhrwerk – Kraftwagen gab es in der Zeit ihrer Entstehung noch nicht. Da letztere immer schwerer werden, werden immer mehr Steindeckerbrücken durch stahlbewehrte Neubauten ersetzt. Dies bedeutet einen Verlust für die Kulturlandschaft. Die Steindeckerbrücke im Zuge der Wittichenauer Straße ist mit neun außergewöhnlich kräftigen und langen Granitblöcken besonders eindrucksvoll. Es besteht eine baugeschichtliche Bedeutung.                                                                       | 08975826 |
|                                         | Steindeckerbrücke über den Vincenzgraben rückseitig im Anwesen | Elsteraue 2 (Zufahrt von Am Vincenzgraben) (Karte)                                   | 19. Jahrhundert                                                     | Die Steindeckerbrücke mit sechs außergewöhnlich kräftigen und langen Granitblöcken besonders eindrucksvoll. Es besteht eine baugeschichtliche Bedeutung. | 08975827 |
| Weitere Bilder                          | Betkreuz vor dem Wohnhaus und Steindeckerbrücke über den Vincenzgraben rückseitig im Anwesen sowie Feldscheune                                                      | Elsteraue 3 (Karte)                                                                  | 20. Jahrhundert (Betkreuz); 2. Hälfte 19. Jahrhundert (Feldscheune) | Die Steindeckerbrücke ist mit sechs außergewöhnlich kräftigen und langen Granitblöcken besonders eindrucksvoll. Die Scheune besitzt einen Umschrot und Fachwerk mit Kreuzstreben. Damit zeugt sie von einer sehr alten Bauweise, wie es sie nur noch selten gibt und die deshalb besonders schützenswert ist. Das Betkreuz besteht in einem hohen Steinständer und einem kleineren, in Metall gefertigten Kruzifix. Alles ist regionalgeschichtlich und baugeschichtlich von Bedeutung. | 08975731 |
|                                         | Betkreuz vor dem Wohnhaus | Elsteraue 4 (Karte)                                                                  | Bezeichnet mit 1947                                                 | Das Betkreuz besteht in einem hohen Steinpostament mit Relief und sorbischer Inschrift. Darauf steht ein steinernes Kreuz mit einem Christus ebenfalls in Stein. Das Betkreuz wurde 1947 dem Gedenken für Peter Scholze gewidmet. Dieser war möglicherweise im Krieg geblieben. Das Betkreuz hat eine regionalgeschichtliche und eine religionsgeschichtliche Bedeutung. | 08975732 |
|                                         | Wegestein | Michalkener Weg (Abzweig Neudorfer Weg) (Karte)                                      | 19. Jahrhundert                                                     | Der Wegweiser aus einer schlichten vierseitigen Granitsäule zeichnet sich durch einen oben eingesteckten eisernen Bolzen zur Aufnahme von Schrifttafeln aus. Eine Beschriftung ist nicht mehr lesbar. Er ist von verkehrsgeschichtlicher Bedeutung. | 08975744 |
|                                         | Betkreuz | Scheunenweg (südöstlich von Am Elstergrund 20) (Karte)                               | Bezeichnet mit 1901                                                 | Das Betkreuz besteht in einer hohen Granitstele mit Kruzifix in Metall, hier auch eine ovale Tafel mit sorbischer Inschrift. Es hat eine regionalgeschichtliche und eine religionsgeschichtliche Bedeutung. | 08975804 |
|                                         | Betkreuz | Scheunenweg (südöstlich von Nr. 14) (Karte)                                          | Bezeichnet mit 1904                                                 | Das Betkreuz besteht in einer hohen Granitstele mit kleinem Kreuzaufsatz in Metall. Es hat eine regionalgeschichtliche und eine religionsgeschichtliche Bedeutung. | 08975803 |
| Direkt Bild zu diesem Denkmal hochladen | Zwei Steindeckerbrücken in der Ortslage Dörgenhausen | Wittichenauer Straße (Karte)                                                         | 19. Jahrhundert                                                     | Beide jeweils zweifeldrige Brückenbauwerke aus mehreren starken, einige Meter langen und parallel liegenden Granitdeckern pro Feld, Widerlager und Mittelpfeiler ebenfalls aus Granit, von verkehrs-, bau- und ortsgeschichtlicher Bedeutung, zu den wenigen erhaltenen mehrfeldrigen Steindeckerbrücken Sachsens gehörig, von großem Seltenheitswert | 09307054 |
|                                         | Betkreuz | Wittichenauer Straße 63 (vor) (Karte)                                                | Bezeichnet mit 1915                                                 | Das Betkreuz besteht in einem großen überdachten Holzkreuz mit dem gekreuzigten Christus. Es hat eine regionalgeschichtliche und eine religionsgeschichtliche Bedeutung. | 08975736 |
|                                         | Betkreuz | neben Wittichenauer Straße 81 (an der Bushaltestelle, vor Am Elstergrund 23) (Karte) | Nach 1900                                                           | Das Betkreuz besteht in einem großen, geschwungen überdachten Holzkreuz mit dem gekreuzigten Christus. Es hat eine regionalgeschichtliche und eine religionsgeschichtliche Bedeutung. | 08975858 |
|                                         | Betkreuz | Zum Wehr 5 (Karte)                                                                   | Bezeichnet mit 1909                                                 | Das Betkreuz besteht in einem doppelten Podest, einem mehrteiligen, abgestuften Unterbau aus Granit mit eingetieften Feldern, Profilen und Inschrift (dabei die Jahreszahl 1909), und darauf einem Kruzifix in Metall. Das geschmückte Kreuz ist stark aufgestelzt, wobei in der Mitte des Pfostens eine Schriftplatte angebracht ist, und wird von Maria und Johannes flankiert. Das Betkreuz ist ob seines hohen Alters besonders schützenswert. Es hat eine regionalgeschichtliche und eine religionsgeschichtliche Bedeutung. | 08975686 |
|                                         | Seitengebäude eines Dreiseithofes und Taubenschlag in der Scheune                                                                                                   | Zum Wehr 11 (Karte)                                                                  | 1. Hälfte 19. Jahrhundert                                           | Es handelt sich um einen in der Struktur authentisch überkommenen Dreiseithof. Das Seitengebäude besitzt ein Obergeschoss in Fachwerk. Als Bestandteil eines Dreiseithofes und in seiner Ausführung in einer alten, in der Region nicht mehr oft erhaltenen Bauweise besteht für das Nebengebäude eine baugeschichtliche Bedeutung. | 08975717 |
|                                         | Betkreuz | Zum Wehr 13 (Karte)                                                                  | 1. Hälfte 20. Jahrhundert                                           | Das Betkreuz besteht in einem großen geschwungen überdachten Holzkreuz mit dem gekreuzigten Christus, der recht realistisch und eher drastisch dargestellt ist. Das Betkreuz hat eine regionalgeschichtliche und eine religionsgeschichtliche Bedeutung. | 08975718 |

## Streichungen von der Denkmalliste
| Bild | Bezeichnung                | Lage                      | Datierung           | Beschreibung                                                                             | ID       |
| ---- | -------------------------- | ------------------------- | ------------------- | ---------------------------------------------------------------------------------------- | -------- |
|      | Wohnhaus eines Bauernhofes | Am Elstergrund 20 (Karte) | Bezeichnet mit 1841 | Obergeschoss Fachwerk, baugeschichtlich von Bedeutung; zwischen 2008 und 2014 abgerissen | 08975719 |

## Tabellenlegende
- Bild: Bild des Kulturdenkmals, ggf. zusätzlich mit einem Link zu weiteren Fotos des Kulturdenkmals im Medienarchiv Wikimedia Commons. Wenn man auf das Kamerasymbol klickt, können Fotos zu Kulturdenkmalen aus dieser Liste hochgeladen werden:
- Bezeichnung: Denkmalgeschützte Objekte und ggf. Bauwerksname des Kulturdenkmals
- Lage: Straßenname und Hausnummer oder Flurstücknummer des Kulturdenkmals. Die Grundsortierung der Liste erfolgt nach dieser Adresse. Der Link (Karte) führt zu verschiedenen Kartendiensten mit der Position des Kulturdenkmals. Fehlt dieser Link, wurden die Koordinaten noch nicht eingetragen. Sind diese bekannt, können sie über ein Tool mit einer Kartenansicht einfach nachgetragen werden. In dieser Kartenansicht sind Kulturdenkmale ohne Koordinaten mit einem roten bzw. orangen Marker dargestellt und können durch Verschieben auf die richtige Position in der Karte mit Koordinaten versehen werden. Kulturdenkmale ohne Bild sind an einem blauen bzw. roten Marker erkennbar.
- Datierung: Baubeginn, Fertigstellung, Datum der Erstnennung oder grobe zeitliche Einordnung entsprechend des Eintrags in der sächsischen Denkmaldatenbank
- Beschreibung: Kurzcharakteristik des Kulturdenkmals entsprechend des Eintrags in der sächsischen Denkmaldatenbank, ggf. ergänzt durch die dort nur selten veröffentlichten Erfassungstexte oder zusätzliche Informationen
- ID: Vom Landesamt für Denkmalpflege Sachsen vergebene, das Kulturdenkmal eindeutig identifizierende Objekt-Nummer. Der Link führt zum PDF-Denkmaldokument des Landesamtes für Denkmalpflege Sachsen. Bei ehemaligen Kulturdenkmalen können die Objektnummern unbekannt sein und deshalb fehlen bzw. die Links von aus der Datenbank entfernten Objektnummern ins Leere führen. Ein ggf. vorhandenes Icon  führt zu den Angaben des Kulturdenkmals bei Wikidata.

## Ausführliche Denkmaltexte
1. ↑  Bockwindmühle:

Bei einer Bockwindmühle ist der in Holz konstruierte Mühlenkasten um den senkrecht stehenden „Hausbaum“ herum drehbar in einem Bock gelagert, einem feststehenden Stützgestell aus starken Balken. Dieser Mühlentyp wird daher auch Ständer- oder Kastenmühle genannt. Mit Hilfe eines langen Auslegerbalkens, dem Steert, kann der Mühlkasten gegen den Wind gedreht werden. Vereinfacht wird das äußerst mühsame Nachdrehen durch den Einsatz einer Winde, mit der die Ausrichtung des Steerts über Drehpfähle, die in Abständen um die Mühle herum in den Boden gerammt sind, verändert werden kann. Die vier Segelgatterflügel mit einer Länge von 19 Metern trieben über Wellen die auch heute noch erhaltene Mühlentechnik im Inneren des Mühlkastens an, darunter einen Mühlstein von 130 cm Durchmesser sowie einen Walzenstuhl. Bei einer Windstärke von 2 bis 4 konnte die Windmühle so innerhalb von 24 Stunden fünf bis sechs Dezitonnen (also 500 bis 600 Kilogramm) Getreide verarbeiten. Im erkerartigen Anbau des Mühlkastens befand sich die Schlafkammer des Müllers, die sogenannte Feis. Die Bockwindmühle ist aufgrund der heutigen Seltenheit dieses ältesten Windmühlentyps Europas vor allem bau- und technikgeschichtlich bedeutend. Darüber hinaus hat sie trotz ihrer erst im 20. Jahrhundert erfolgten Umsetzung über zwei Jahrzehnte hinweg die Orts- und Wirtschaftsgeschichte ihres neuen Standorts Dörgenhausen mitgeprägt, so dass die Mühle auch für ihr verhältnismäßig neues Umfeld einen Zeugnis-, aber auch Erinnerungs- und Erlebniswert besitzt. Die Zerlegbarkeit der Holzkonstruktion sowie der nachfolgende Ortswechsel selbst sind wiederum charakteristische Merkmale aller Bockwindmühlen.